# Киоск K67

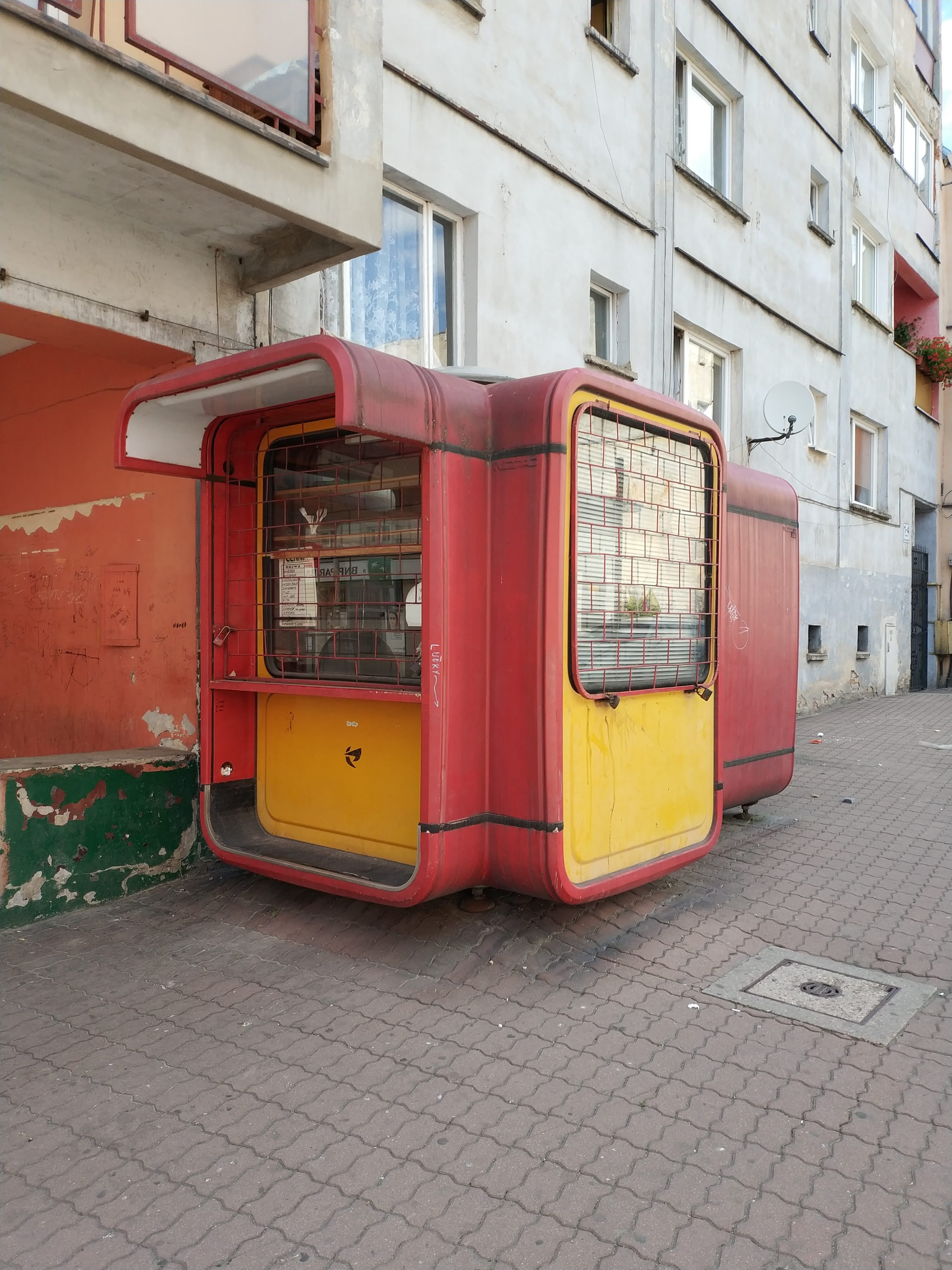
Модель киоска K67, распространённая в Польше

K67 — модель киоска, разработанная в 1966 году югославским архитектором и дизайнером Сашей Мехтигом.

## Описание
Эта модель киоска состоит из ряда элементов, которые при необходимости можно объединить в разные блоки. Сначала киоски можно было собирать из пяти поддерживающих элементов и двух типов хранилищ, но в более поздних версиях модель была разделена на различные подтипы в зависимости от возможного использования. Некоторые детали были модифицированы во время производства в соответствии с требованиями заказчика, но большинство из них были стандартизированы для общего использования. Конструкция этих киосков, состоящая из стекловолокна значительно упростила их производство. Киоски K67 использовались для продажи газет, журналов и лотерейных билетов, а также применялись в качестве кафе и будок на въезде на платные автостоянки. Чаще всего они были окрашены в красный цвет.

## История
Модель киоска K67 была разработана в 1966 югославским архитектором Сашей Мехтигом. Запатентованный в 1967 году, К67 был подготовлен к серийному производству в 1968 году. Производила его компания Imgrad в Лютомере. В 1970 году эта модель киоска была включена в собрание Музея современного искусства Нью-Йорка. Киоски K67 пользовалась спросом в Югославии и странах Восточного блока, таких как Польша и СССР. Они также экспортировались в Японию, Новую Зеландию, США, Ирак, Кению и страны, состоявшие в Движении неприсоединения. В 1999 году производство K67 было закрыто в связи с пожаром на заводе. Всего было изготовлено 7500 штук таких киосков.